# だるま夕日賞
だるま夕日賞（だるまゆうひしょう）は、高知県競馬組合が高知競馬場で施行する地方競馬の重賞競走である。正式名称は「宿毛市長賞典　黒船賞選考競走 だるま夕日賞」。

## 概要
2013年まで黒船賞の選考競走であった「だるま夕日特別」が重賞に格上げされたレースである。1着馬に「黒船賞(JpnIII)」への優先出走権が与えられる。
第1回から距離、施行時期ともに変わっていない。

### 条件・賞金等（2025年）
出走条件
サラブレッド系4歳以上、高知所属。
負担重量
定量で、57kg、牝馬2kg減。
賞金額
1着1200万円、2着420万円、3着240万円、4着180万円、5着120万円、着外50万円。

## 歴代優勝馬
| 回数   | 施行日        | 距離  | 優勝馬             | 性齢 | 所属 | タイム | 優勝騎手   | 管理調教師 | 馬主               |
| ------ | ------------- | ----- | ------------------ | ---- | ---- | ------ | ---------- | ---------- | ------------------ |
| 第1回  | 2014年2月16日 | 1600m | トーホウカイザー   | 牡9  | 高知 | 1:44.9 | 別府真衣   | 別府真司   | 竹内鉄夫           |
| 第2回  | 2015年2月15日 | 1600m | バーチャルトラック | 牡7  | 高知 | 1:47.4 | 永森大智   | 雑賀正光   | 宮崎冴子           |
| 第3回  | 2016年2月14日 | 1600m | メイショウツチヤマ | 牡9  | 高知 | 1:44.3 | 赤岡修次   | 松木啓助   | 中山純子           |
| 第4回  | 2017年2月19日 | 1600m | イッツガナハプン   | 牡8  | 高知 | 1:45.6 | 赤岡修次   | 田中守     | 田中良輝           |
| 第5回  | 2018年2月25日 | 1600m | イッツガナハプン   | 牡9  | 高知 | 1:47.8 | 赤岡修次   | 田中守     | 田中良輝           |
| 第6回  | 2019年2月24日 | 1600m | ミサイルマン       | 騸5  | 高知 | 1:45.3 | 倉兼育康   | 別府真司   | 要海伸治           |
| 第7回  | 2020年2月16日 | 1600m | ウォーターマーズ   | 騸6  | 高知 | 1:42.6 | 西川敏弘   | 大関吉明   | 山岡良一           |
| 第8回  | 2021年2月14日 | 1600m | スペルマロン       | 騸7  | 高知 | 1:44.8 | 倉兼育康   | 別府真司   | 西森功             |
| 第9回  | 2022年2月13日 | 1600m | ダノングッド       | 牡10 | 高知 | 1:43.2 | 多田羅誠也 | 別府真司   | （組）志士十二組合 |
| 第10回 | 2023年2月12日 | 1600m | ガルボマンボ       | 牡4  | 高知 | 1:45.4 | 林謙佑     | 細川忠義   | 神岡賢太郎         |
| 第11回 | 2024年2月11日 | 1600m | モダスオペランディ | 牡8  | 高知 | 1:45.7 | 赤岡修次   | 田中守     | 伊藤捷一           |
| 第12回 | 2025年2月16日 | 1600m | ティアップエックス | 騸5  | 高知 | 1:45.4 | 岡遼太郎   | 細川忠義   | 上岡和男           |

### 各回競走結果の出典
- だるま夕日賞　歴代優勝馬（地方競馬全国協会）

## 参考資料
- 《高知競馬ニュースリリース 2008.7.19 》